# 欧几里得群
数学中，欧几里得群 E(n)，或ISO(n)是n维欧氏空间的对称群。它的元素与基于欧氏距离的等距同构相关，并被称为欧式等距同构，欧式变换或刚体变换。

## 总览

### 维度
E(n)的自由度是n(n + 1)/2，因此n = 2维情况下自由度是3，而n = 3维情况下自由度是6。其中，平移对称性贡献了其中n个自由度，而旋转对称性贡献了剩下的n(n − 1)/2个自由度。